# Михайлов, Виктор Васильевич (учёный)
Ви́ктор Васи́льевич Миха́йлов (1901—1990) — советский учёный, специалист в области строительных конструкций. Разработчик теории и технологии применения предварительно напряжённого железобетона. Основатель ряда научных школ, в том числе школы специальных бетонов и строительных конструкций из них и школы железобетонных конструкций. Доктор технических наук, профессор, академик АА СССР (1956).

## Биография
Родился 13 (26 марта) 1901 года в Кутаисе (ныне Кутаиси, Грузия). Семья была состоятельной и родители много внимания уделяли воспитанию детей. Уже в детстве маленький Виктор начал изучать французский и немецкий языки. В шесть лет его приняли в первый класс гимназии, где он сразу показал хорошие результаты. В 1913 году семья переезжает в Тифлис и гимназист Виктор переходит в реальное училище, после окончания которого в 1916 году поступает в Тифлисский политехнический институт. Наступило сложное время: революция, гражданская война. Студент Виктор то учится, то работает — учёба затягивается. В 1928 году оканчивает институт и получает диплом инженера-механика. В 1939 году с семьей переезжает в Москву.
В 1941 году Михайлов поступает на работу в ЦНИИПС (с 1954 года — НИИЖБ), где занимает должность заведующего лабораторией напряженно-армированного бетона.
Умер в 1990 году. Похоронен на Введенском кладбище (участок № 4).

## Научная, образовательная и общественная деятельность
- В конце Великой Отечественной войны важной народнохозяйственной задачей стало восстановление угольных шахт на юге страны. Вышло постановление правительства, в котором для этой цели предусматривалось использовать в том числе и железобетон. Лаборатория напряженно-армированного бетона ЦНИИПС, которой руководил Михайлов, приняла активное участие в решении этой проблемы. Михайлов предложил конструкцию крепи в виде рам из трубобетонных стоек и верхняка, а также разработал механизированную технологию их изготовления. Стойки и элементы верхняка выполнялись из центробежного бетона М400-500 и армировались звездными каркасами. В короткие сроки было организовано производство железобетонной крепи предложенной конструкции. К концу 1946 году было изготовлено 60 тыс. стоек, началась их установка на ряде шахт Донбасса.
- Михайлов первым в СССР взялся за изучение, разработку и внедрение технологии производства предварительно напряженного железобетона. Громадной заслугой профессора В. В. Михайлова стало практическое воплощение идеи предварительного напряжения в ряде замечательных конструктивных и технологических решений, заложенных в основу массового заводского производства железобетонных конструкций. Михайлов внес вклад в разработку принципиальных положений теории и расчета железобетона, технологии бетона, различных механизированных способов формования бетона, создал и внедрил метод непрерывного напряженного армирования, участвовал в создании новых видов вяжущих (водонепроницаемый, расширяющийся, напрягающийся цементы), конструкций из самонапряженного и предсамонапряженного железобетона, стал одним из организаторов индустрии производства железобетона, в том числе сборного.
- В Горьком на заводе ЖБИ № 5 было начато промышленное освоение труб на основе НЦ по технологии радиального прессования, чему предшествовали большие экспериментальные исследования под руководством Михайлова. За первые полтора года было выпущено около 20 тыс. м3 безнапорных самонапряженных труб диаметром 1200 мм. По предложению Михайлова, НЦ был применен при строительстве метрополитенов, при изготовлении железобетонных напряженных шпалолежней, гидротехнических лотков и т. д.
- Шесть учеников Михайлова стали докторами технических наук, а более сотни — кандидатами.
- Являлся членом редакционной коллегии журнала «Бетон и железобетон».

## Семья
- брат — Михайлов, Константин Васильевич, — доктор технических наук, профессор, почётный член РААСН, заслуженный деятель науки РСФСР, лауреат Государственной премии, директор НИИЖБ (1965—1988)
- сестра — Вера Васильевна (13.11.1897—1988, фамилия по мужу Варт-Патрикова), живописец, член Союза художников СССР
- жена — Половцева Софья Александровна (1896—1985)
  - сын — Олег Викторович Михайлов (1927—2020), кандидат технических наук
- жена (гражданский брак) — Пышкина Татьяна Алексеевна (1918—2013) — директор районной библиотеки, впоследствии заместитель директора городской библиотеки им. Н. А. Некрасова
  - дочь — Михайлова, Мария Викторовна (р. 1946), доктор филологических наук, профессор МГУ
  - сын — Михайлов Игорь Викторович (р. 1957) — окончил МИСИ, впоследствии работал на телевидении

## Награды и премии
- медаль Фрейссине — высшей наградой Международной федерации по преднапряженному железобетону (ФИП) 1974 год. Награждён на конгрессе ФИП в Нью-Йорке. Фрейсине Эжен фр. Eugène Freyssinet (13.7.1879 Обжа, департамент Коррез, — 8.6.1962, Сен-Мартен-Везюби, департамент Приморские Альпы)[3].
- премия Правительства Российской Федерации в области науки и техники (1996 — посмертно) за разработку и внедрение конструкций из гибких железобетонных пластин и технологии их изготовления[4].
- Сталинская премия третьей степени (1949) — за создание и внедрение в угольную промышленность железобетонных трубчатых стоек
- Сталинская премия третьей степени (1950) — за создание и внедрение в производство новых видов цемента

## Основные труды
- Напряженно-армированный бетон, Тифлис. 1933;
- Теория и практика центробежного напряженно-армированного бетона, М.—Л., 1939;
- Элементы теории структуры бетона, М.—Л., 1941;
- Водонепроницаемый расширяющийся цемент и его применение в строительстве, М., 1951 (совм. с др.);
- Самонапряженный железобетон, М., 1955.